# Gran Premi d'Espanya del 2001
Resultats del Gran Premi d'Espanya de Fórmula 1 de la temporada 2001 disputat al circuit de Montmeló el 29 d'abril del 2001.

## Classificació
| Pos | No | Pilot                 | Equip              | Voltes | Temps/ Retirada     | Pos. de sortida | Punts |
| --- | -- | --------------------- | ------------------ | ------ | ------------------- | --------------- | ----- |
| 1   | 1  | Michael Schumacher    | Ferrari            | 65     | 1h 31' 03. 305      | 1               | 10    |
| 2   | 6  | Juan Pablo Montoya    | Williams - BMW     | 65     | + 40.738 s          | 12              | 6     |
| 3   | 10 | Jacques Villeneuve    | BAR - Honda        | 65     | + 49.626 s          | 7               | 4     |
| 4   | 12 | Jarno Trulli          | Jordan - Honda     | 65     | + 51.253 s          | 6               | 3     |
| 5   | 4  | David Coulthard       | McLaren - Mercedes | 65     | + 51.616 s          | 3               | 2     |
| 6   | 16 | Nick Heidfeld         | Sauber - Petronas  | 65     | + 1' 01.893 min.    | 10              | 1     |
| 7   | 9  | Olivier Panis         | BAR - Honda        | 65     | + 1' 04.977 min.    | 11              |       |
| 8   | 17 | Kimi Räikkönen        | Sauber - Petronas  | 65     | + 1' 19.808 min.    | 9               |       |
| 9   | 3  | Mika Häkkinen         | McLaren - Mercedes | 64     | Embragatge          | 2               |       |
| 10  | 22 | Jean Alesi            | Prost - Acer       | 64     | + 1 Volta           | 15              |       |
| 11  | 23 | Luciano Burti         | Prost - Acer       | 64     | + 1 Volta           | 14              |       |
| 12  | 14 | Jos Verstappen        | Arrows - Asiatech  | 63     | + 2 Voltes          | 17              |       |
| 13  | 21 | Fernando Alonso       | Minardi - European | 63     | + 2 Voltes          | 18              |       |
| 14  | 7  | Giancarlo Fisichella  | Benetton - Renault | 63     | + 2 Voltes          | 19              |       |
| 15  | 8  | Jenson Button         | Benetton - Renault | 62     | + 3 Voltes          | 21              |       |
| 16  | 20 | Tarso Marques         | Minardi - European | 62     | + 3 Voltes          | 22              |       |
| Ret | 2  | Rubens Barrichello    | Ferrari            | 49     | Suspensions         | 4               |       |
| Ret | 18 | Eddie Irvine          | Jaguar - Cosworth  | 48     | Motor               | 13              |       |
| Ret | 5  | Ralf Schumacher       | Williams - BMW     | 20     | Frens               | 5               |       |
| Ret | 15 | Enrique Bernoldi      | Arrows - Asiatech  | 8      | Pressió combustible | 16              |       |
| Ret | 19 | Pedro de la Rosa      | Jaguar - Cosworth  | 5      | Col·lisió           | 20              |       |
| Ret | 11 | Heinz-Harald Frentzen | Jordan - Honda     | 5      | Col·lisió           | 8               |       |

## Altres
- Pole: Michael Schumacher 1' 18. 201

- Volta ràpida: Michael Schumacher 1' 25. 151 (a la volta 25)